# Mercedes-Benz W198
La sigla W198 identifica la Mercedes-Benz 300 SL, un'autovettura sportiva di lusso prodotta dal 1954 al 1957 come coupé (nella cui configurazione era nota anche con il soprannome "Gullwing" cioè "Ali di Gabbiano") e dal 1957 al 1963 come roadster dalla Casa tedesca Mercedes-Benz.

## Profilo e caratteristiche generali
La Mercedes-Benz 300 SL è contraddistinta da raffinate soluzioni tecniche, oltre che per una linea esteriore che ha affascinato intere generazioni di appassionati, con essa la Daimler-Benz riaffermò il proprio prestigio in quei settori che l'avevano resa celebre nel periodo pre-bellico, ossia la classe e l'eleganza delle sue vetture, ma anche il loro peso nelle competizioni sportive.

Un altro fattore che dà molta importanza alla 300 SL è il fatto che si tratta della capostipite di tutta una serie di vetture sportive di lusso contrassegnate dalla sigla SL, una sigla ancora utilizzata ai giorni nostri e che sta per Sport Leicht, ossia Sport Leggera.

La storia della 300 SL affonda le sue radici al momento in cui, nel 1949, alla Daimler-Benz viene concesso nuovamente di tornare a produrre automobili. Fino a quel momento non le era stato permesso dalle autorità alleate che occupavano e si spartivano il territorio tedesco dopo la fine della seconda guerra mondiale. L'unica eccezione era costituita dalla gamma W136, il cui progetto risaliva agli anni trenta.

Una delle priorità che la Daimler-Benz si prefissò fu quello di tornare a vincere nelle gare di automobilismo di tutto il mondo. Doveva essere quindi progettata e realizzata una vettura in grado di adempiere a tale scopo, tenendo presente che le risorse economiche non erano ancora sufficienti per sviluppare una vettura ex novo, appositamente per le competizioni. Bisognava quindi arrangiarsi con ciò che già si aveva a disposizione. È il 27 marzo 1950. Del progetto fu incaricato Rudolf Uhlenhaut, brillante progettista della Casa tedesca, che in un tempo relativamente breve realizzò la 300 SL da corsa, mossa dal motore 6 cilindri in linea di 3 litri M194, anch'esso non nuovo, ma derivato a sua volta dal 3 litri M186 montato sulle grosse berline Typ 300. Sempre dalla produzione di serie vennero presi anche il cambio e le sospensioni. Tale vettura avrebbe poi vinto praticamente tutte le corse a cui partecipò (eccezion fatta per la Mille Miglia del 1952, vinta da una Ferrari 250S). La caratteristica maggiormente visibile di tale vettura stava nel telaio a traliccio di tubi, una soluzione leggera e dotata di una notevole rigidità, sconosciuta all'epoca. Tale struttura, molto ingombrante lungo le fiancate, specie all'altezza delle portiere, costrinse i progettisti ad ideare delle portiere incernierate sul tetto anziché sul parafango. Questa soluzione ebbe un grande effetto scenico, molto gradevole anche a giorni nostri.
Fu a quel punto che entrò in scena un altro personaggio molto particolare, un certo Max Hoffman, importatore di auto europee negli Stati Uniti, il quale propose alla Casa tedesca di realizzare in serie una versione della 300 SL da gara, debitamente modificata laddove era necessario per l'omologazione stradale, e con qualche raffinatezza in più. Hoffmann si impegnò personalmente ad acquistare 1000 esemplari della vettura stradale finita, garantendo risultati in termini di vendite. Stava ripetendosi un po' la stessa cosa accaduta nel 1900, quando un certo Emil Jellinek ordinò 36 vetture prodotte dalla DMG su sue specifiche.

Per il motore si scelse di utilizzare una soluzione all'avanguardia, rappresentata dall'alimentazione ad iniezione diretta, in un periodo in cui tutte le auto a benzina erano a carburatore. La base rimaneva la consueta da 3 litri, ma le prestazioni subirono un deciso incremento. Inoltre, della parte estetica, vennero incaricati Karl Wilfert e Friedrich Geiger, quest'ultimo già autore, prima della guerra, delle splendide carrozzerie delle 500K e 540K. Dopo aver realizzato alcuni prototipi non definitivi, i due riuscirono a disegnare un corpo vettura molto gradevole, caratterizzato da elementi che ne avrebbero reso celebre il design, molte delle cui soluzioni stilistiche sarebbero state imitate e riprese da altre Case automobilistiche nei decenni successivi.

### Mercedes-Benz 300 SL "Ali di gabbiano" (W198 I)

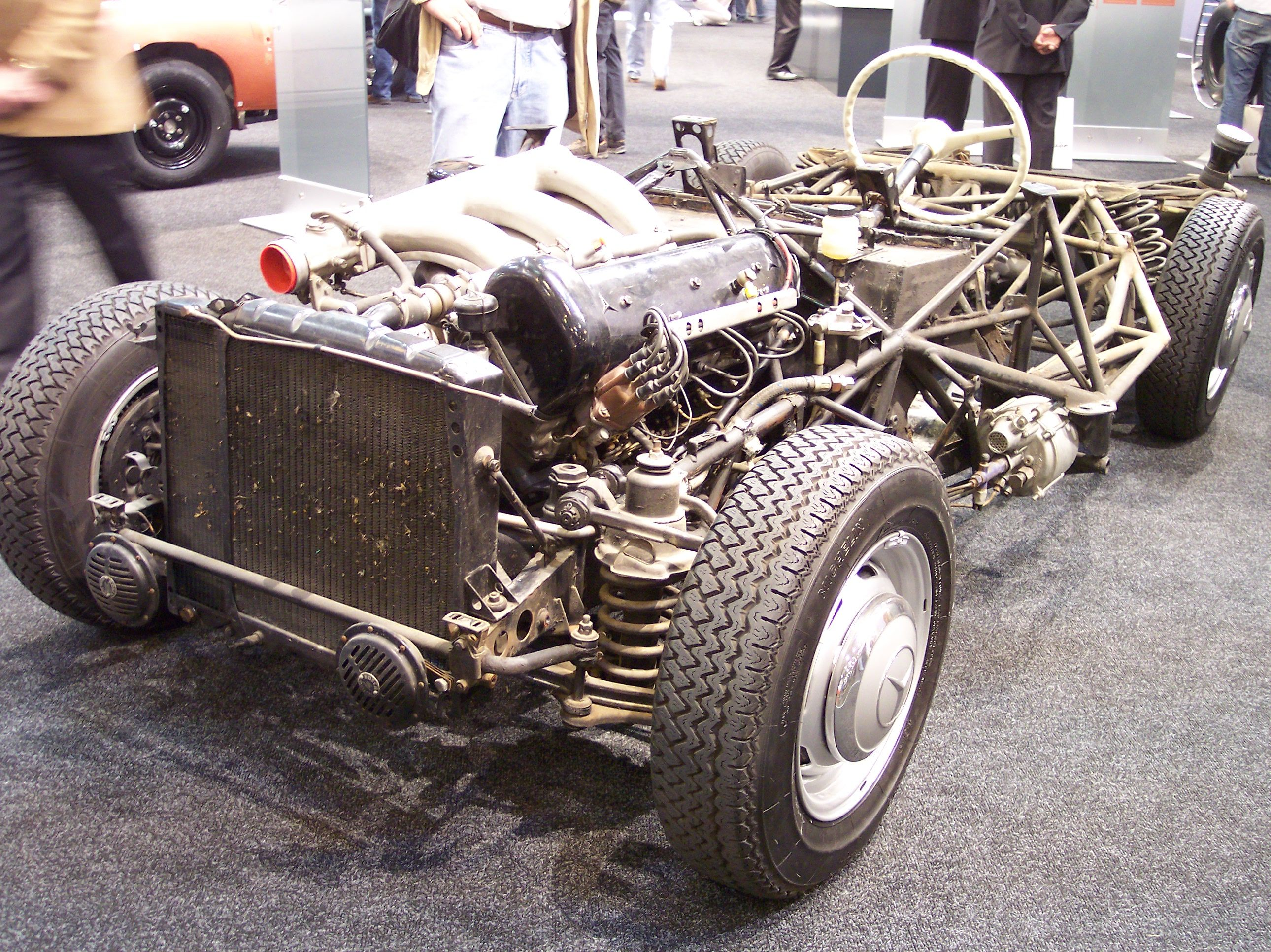
Vista del particolare telaio a traliccio di tubi impiegato nella 300SL Ali di gabbiano

La 300 SL coupé, internazionalmente nota come Gullwing (cioè Ali di gabbiano, in Italia) per la caratteristica apertura delle due portiere incernierate sopra il tetto, ereditò quindi il telaio a traliccio di tubi dalla "sorella" da gara, soluzione molto all'avanguardia all'epoca in cui venne presentata, ovvero il 6 febbraio 1954 al Salone di New York.
Esso consentiva una elevata rigidità torsionale, pur mantenendo un peso ridotto. La gabbia tubolare, con il suo sviluppo assai pronunciato lungo le fiancate, fu la causa che portò i progettisti ad ideare le famose portiere ad ala di gabbiano.

Questo telaio è stato in seguito "vestito" da una splendida carrozzeria coupé che ancor oggi suscita grande ammirazione. Il frontale, tipicamente Mercedes-Benz, appare però già più moderno rispetto al resto della produzione. Il corpo vettura è imparentato con la 300 SL da gara, rispetto alla quale si differenzia però per il cofano più lungo, il muso dal look più deciso, i caratteristici "baffi" sui passaruota e le prese d'aria sui parafanghi anteriori. Anche la coda, che apparentemente era la parte meno coinvolta nel restyling, è stata invece ridisegnata per conferire maggior dinamismo alla vista d'insieme della vettura. Alcune caratteristiche stilistiche utilizzate sulla 300SL sarebbero state rispolverate decenni dopo dalla stessa Mercedes-Benz per alcuni suoi nuovi modelli, come le due nervature longitudinali sul cofano anteriore, che vennero riprese nel 1997 anche sulla SLK prima serie.

La carrozzeria è in lamiera d'acciaio, ma ne furono realizzati anche 29 esemplari con carrozzeria in alluminio e destinati alle competizioni, che per la 300 SL W198 erano riservate solo a piloti privati. Inoltre è esistito anche un esemplare con carrozzeria in vetroresina.

Dal punto di vista motoristico, la 300 SL Ali di gabbiano montava il propulsore 6 cilindri in linea di 3 litri di cilindrata M198, derivato da quello della Typ 300, seppur indirettamente. Tale motore è stato il primo ad utilizzare l'alimentazione ad iniezione su una vettura stradale. L'impianto di iniezione meccanica, in questo caso di tipo diretto, venne sviluppato in collaborazione con la Bosch. 

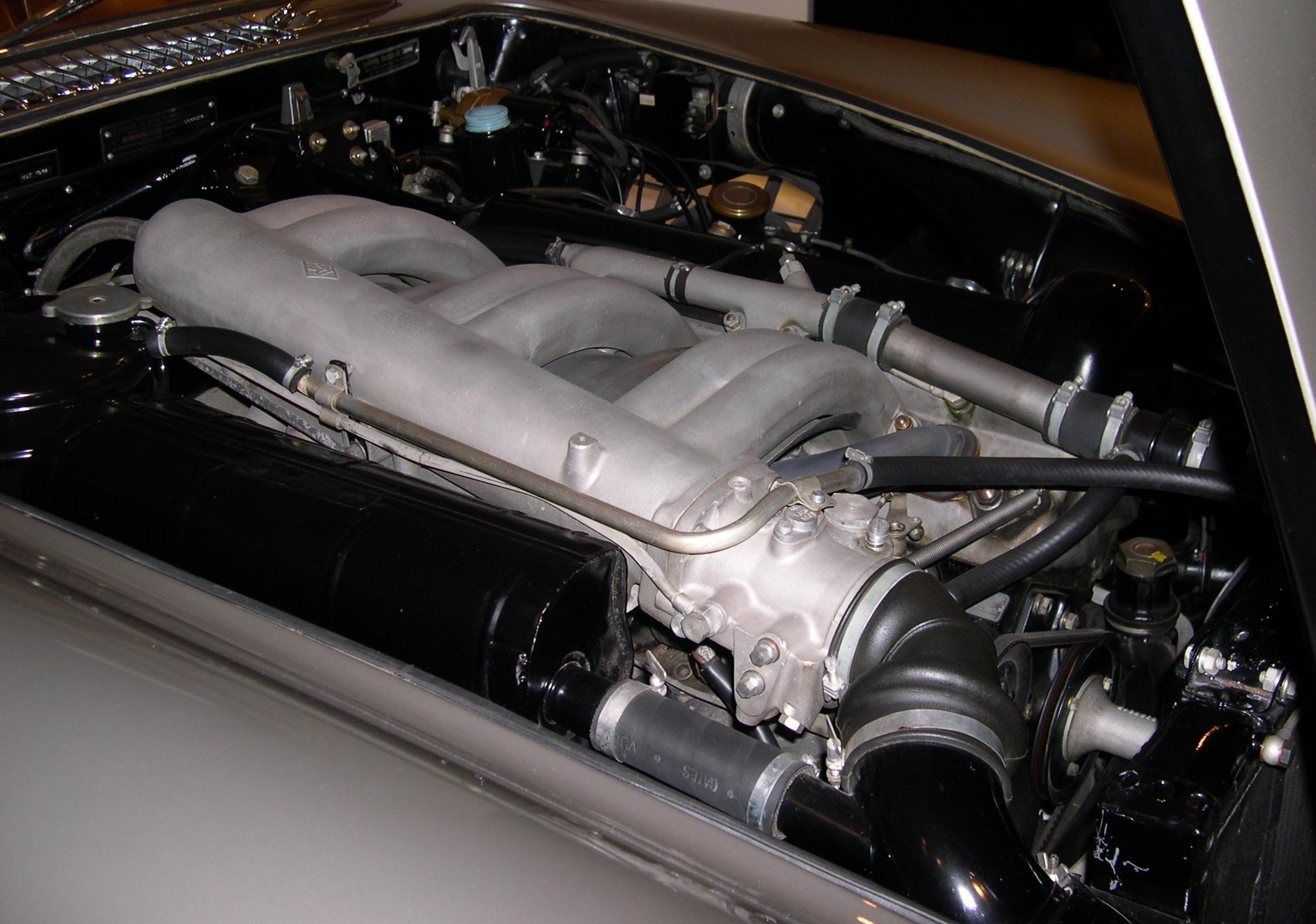
Il motore di una 300 SL Ali di gabbiano

L'idea di questo nuovo tipo di alimentazione venne suggerita da Hans Scherenberg, brillante ingegnere già in forze presso la Daimler-Benz Avio, cioè la sezione aeronautica della Daimler-Benz. Scherenberg aveva infatti utilizzato l'alimentazione ad iniezione sugli aerei utilizzati nella Seconda guerra mondiale. In realtà tale motore doveva essere utilizzato già su una versione evoluta della 300 SL da gara, la W194. Ma il progetto non andò mai in porto ed il nuovo motore, destinato inizialmente ad un nulla di fatto, colse l'occasione dell'ordine di Hoffmann per essere montato sulla 300 SL stradale. Il motore M198 erogava fino a 215 CV di potenza massima e garantiva prestazioni al vertice assoluto nella produzione automobilistica mondiale dell'epoca.

Per quanto riguardava la trasmissione, questa si avvaleva di un cambio sincronizzato a 4 marce con frizione monodisco a secco ed un differenziale autobloccante ZF.

Le sospensioni erano a ruote indipendenti: l'avantreno era a quadrilateri e barra stabilizzatrice, mentre il retrotreno era a semiassi oscillanti con articolazione unica e bracci longitudinali. Quest'ultima soluzione, che ha caratterizzato la produzione di tutte le 300 SL con carrozzeria coupé, si rivelò poco adatta ad una vettura sportiva del suo rango e venne sostituita dal 1957 con l'arrivo della roadster. Su entrambi gli assi vennero montate anche molle elicoidali ed ammortizzatori idraulici.

L'impianto frenante era a quattro tamburi alettati ed in lega di alluminio, con circuito idraulico e servofreno. Completa il quadro tecnico lo sterzo a circolazione di sfere.

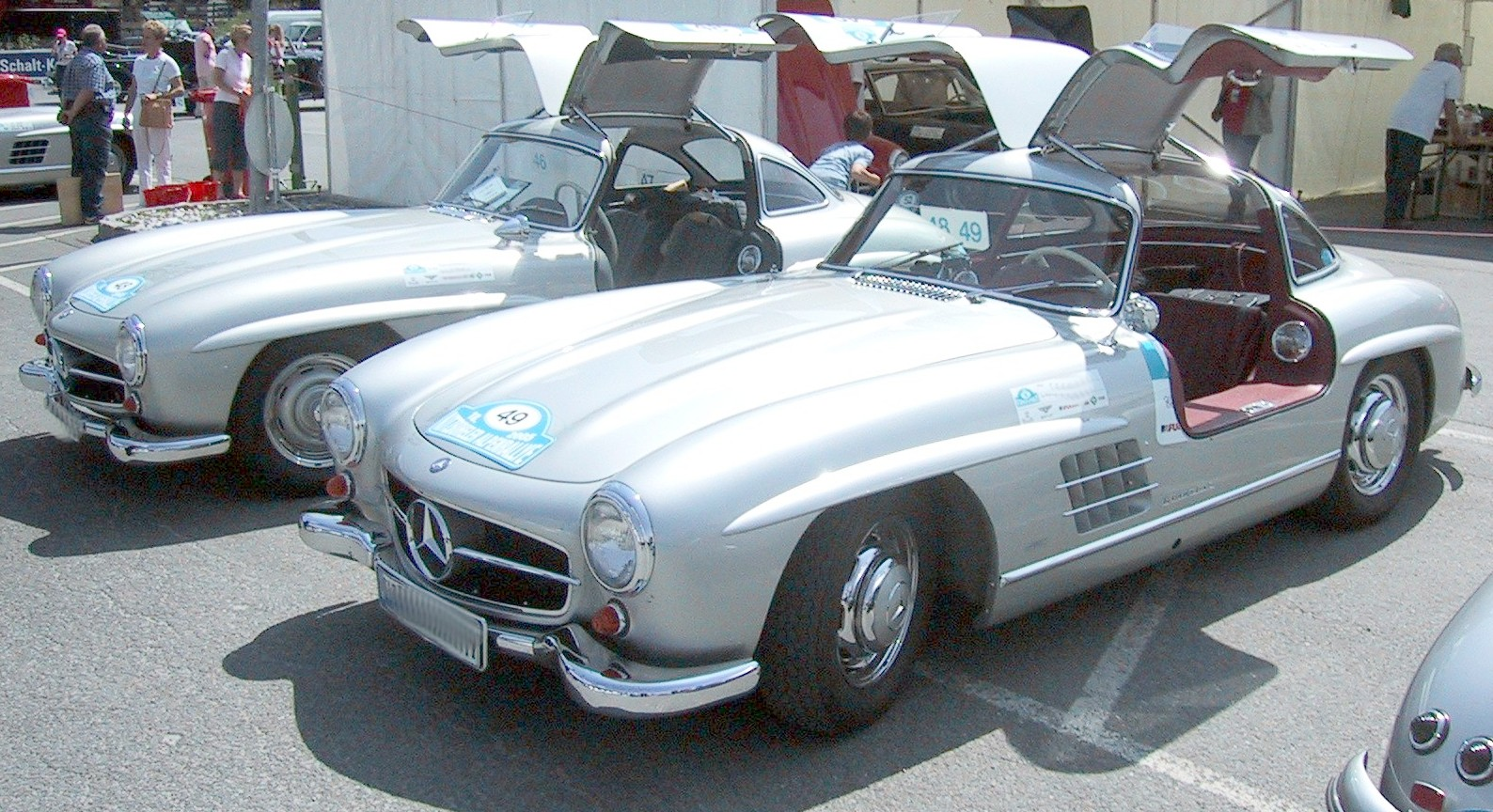
Le splendide linee di due 300 SL "Ali di gabbiano" con le caratteristiche portiere aperte

Le prestazioni della 300 SL erano notevoli per l'epoca: la velocità massima era compresa tra i 220 ed i 258 km/h, a seconda del rapporto al ponte, che era possibile scegliere tra cinque diverse varianti. A metà degli anni cinquanta, tale caratteristica era prerogativa solo di auto da competizione e mai era successo di poterle avere in una vettura stradale. E infatti, sia pure per breve tempo, la 300 SL Ali di gabbiano poté vantare il record di automobile di serie più veloce al mondo.
Riguardo l'accelerazione, la vettura raggiungeva da ferma i 100 km/h in 10 secondi. Per quanto riguardava i consumi, la 300 SL coupé percorreva mediamente 100 km con 17 litri di carburante. Spingendo forte, il fabbisogno arrivava a 19 litri, ma con un'andatura tranquilla si poteva anche scendere a 12 litri.
La particolare struttura fisica del corpo vettura della 300 SL obbliga chi sale a bordo a scavalcare letteralmente la soglia d'accesso all'abitacolo, decisamente molto alta a causa dell'ingombro notevole del telaio tubolare lungo le fiancate. Una volta entrati bisognava lasciarsi ricadere sul sedile. Insomma, bisognava avere una certa predisposizione fisica, fatto che poteva avere ripercussioni sulle vendite della vettura, secondo la Casa tedesca. Inoltre, fu ancora Max Hoffmann a far notare ai vertici Daimler-Benz come una simile modalità di accesso all'abitacolo potesse risultare scomodo per una signora che avesse indossato una gonna. Fu per questo che nel 1957 la 300 SL Ali di gabbiano venne tolta di produzione e sostituita dalla corrispondente versione roadster, che si poneva ad un livello più alto della 190 SL, presentata nel 1955 ispirandosi alla 300 SL nell'estetica esterna.

### Mercedes-Benz 300 SL Roadster (W198 II)

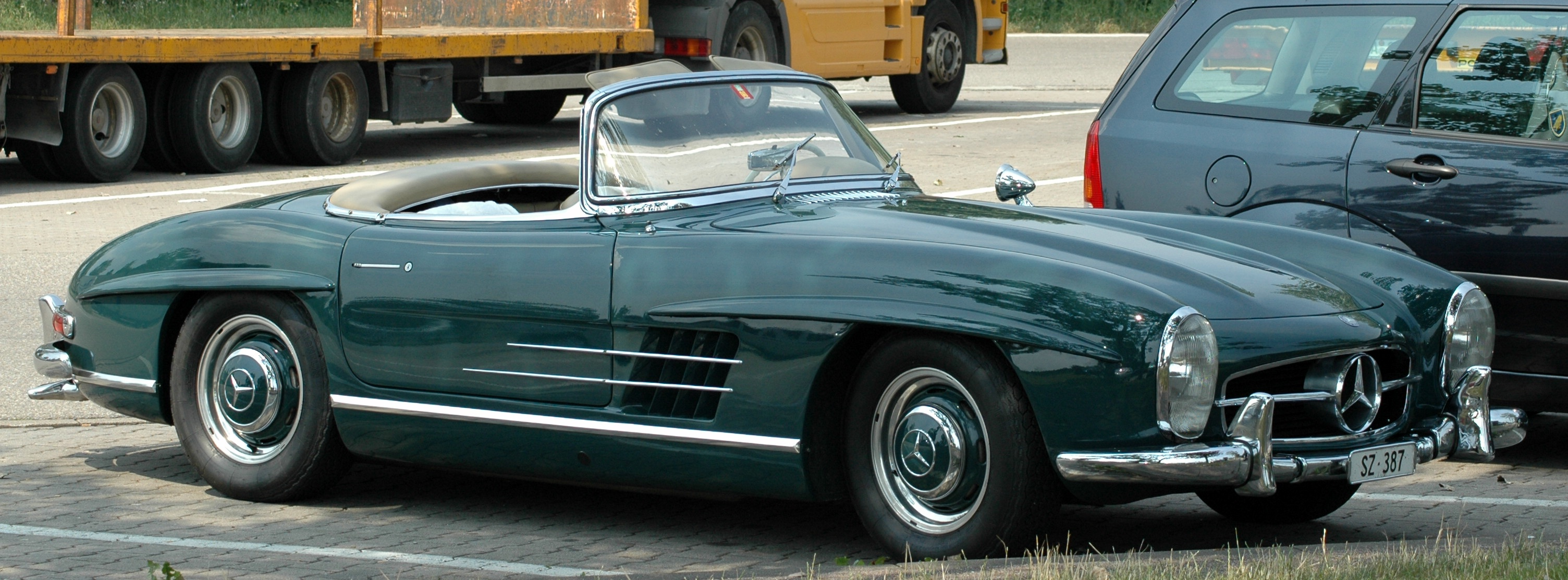
Vista di una 300SL Roadster

Introdotta nel 1957, la 300 SL Roadster (W198 II) si differenziava dalla precedente coupé per molti aspetti. Il più evidente era chiaramente la differente configurazione di carrozzeria, stavolta con portiere ad apertura tradizionale, rese possibili da un'adeguata rivisitazione al telaio a traliccio tubolare, privato di parte dei tubi della linea di cintura ed irrobustito per compensazione mediante tubi posti tra la zona del tunnel della trasmissione e la parte relativa alla coda, onde mantenere la rigidità torsionale nonostante l'assenza del tetto. Esteticamente, la roadster propone anche un frontale dove spiccano i nuovi fari anteriori a sviluppo verticale che contribuiscono a distinguerla nettamente dalla più piccola 190 SL.

Novità se ne ebbero anche dal punto di vista tecnico: il motore beneficiò di un nuovo asse a camme, più spinto, in modo da portare la potenza massima a 225 CV. Nuove soluzioni anche nel retrotreno, dotato di un mollone trasversale di compensazione delle spinte laterali, in modo da sopperire ai difetti del retrotreno utilizzato sulla coupé.

Nel 1958, per la 300 SL Roadster viene messo a disposizione, con sovrapprezzo, l'hard-top. Nel 1961, vi furono altre consistenti novità, costituite dal nuovo motore M198 III con monoblocco in lega di alluminio, dai freni a disco sulle 4 ruote e dalla nuova scatola dello sterzo.Su alcuni esemplari pre 1961, in sede di restauro, sono stati montati i 4 freni a disco, a scapito dell'originalità, però con benefici effetti dai punti di vista di funzionalità e sicurezza. 

Le prestazioni rimasero considerevoli, anche se leggermente inferiori. A seconda del rapporto al ponte, la velocità massima era compresa tra i 215 ed i 250 km/h.

La produzione della 300 SL Roadster cessò nel 1963. L'eredità di questa vettura sarà parzialmente raccolta dalla gamma W113, che sostituirà anche e soprattutto la sorella 190 SL. Ma oggigiorno vi sono discordanze su ciò, perché c'è anche chi sostiene che di fatto la prima vettura della Casa in grado di sostituire degnamente la 300 SL sia arrivata solo 40 anni dopo, quando è stata lanciata la SLR McLaren.

Infatti, la gamma W113 si pose a metà strada tra i due modelli precedenti, perché più prestante ed esclusiva della 190 SL, ma mai come la 300 SL.

### Mercedes-Benz 300 SL AMG
Nel 1996 la AMG ha aggiornato meccanicamente 11 esemplari della 300 SL. Tali modelli, rimasti invariati nel design, presentavano nuovi cerchi in lega avvolti in pneumatici sportivi, una nuova unità propulsiva rappresentata da un motore V8 gestito da un cambio W4A automatico a quattro velocità, un nuovo catalizzatore per la gestione delle emissioni nocive, sospensioni Bilstein, impianto frenante derivato dalla Mercedes-Benz AMG C36 e nuovi interni.

## Repliche
Basandosi sulla meccanica della Mercedes-Benz 500 SL, nel 1986 il designer italiano Franco Sbarro realizzò una replica della 300 SL Roadster per un acquirente nipponico.

## Attività sportiva
La carriera agonistica della 300 SL è stata riservata solo a piloti privati. In ogni caso, nonostante l'architettura del retrotreno della 300 SL Ali di Gabbiano ne sconsigliasse l'uso agonistico, la vettura seppe farsi valere e cogliere non pochi risultati degni di nota. Il debutto avvenne alla Mille Miglia del 1955, dove vinse nella sua categoria (con l'equipaggio Fitsch-Kurt). Poco dopo fu la volta di Kling, che vinse il Gran Premio di Svezia ed in seguito Olivier Gendebien si aggiudicò tre gare: la Liegi-Roma-Liegi, la Coppa d'Oro delle Dolomiti e la Stella Alpina. Sempre nel 1955 vi furono le vittorie al Gran Premio di Lisbona ed al Rally dei Tulipani.

L'anno seguente l'equipaggio Schock-Moll vinse al Rally del Sestriere, mentre vi furono altre vittorie al Nürburgring e all'AVUS. E poi nuovamente il Gran Premio di Svezia, la gara del Mont Ventoux ed il Gran Premio di Spagna, tutte gare che hanno visto trionfatrice la 300 SL.

Il copione rimase pressoché identico anche l'anno seguente, dove la 300 SL di Pateman trionfò a Macao. E poi ancora un nuovo successo al Gran Premio di Spagna, al Nürburgring, a Vienna ed alla Caracas-Cuma-Caracas.

Nel 1958 la 300 SL incontrò maggiori difficoltà a causa della concorrenza serrata della Ferrari, ma riuscì a vincere il Rally Neige et Glace, nonché una nuova edizione del Rally del Sestriere.

La carriera sportiva della 300 SL continuò per alcuni anni, fino a concludersi nel 1965, quando l'italiano Vasco Parducci vinse nella sua categoria alla Salita Saline-Volterra.